# Hrad u Hvězdy
Hrad u Hvězdy stával nedaleko přírodní památky Pod Hvězdou u vesnice Hvězda, části obce Blíževedly v okrese Česká Lípa v Libereckém kraji.

## Historie
Jménem neznámý hrad byl pravděpodobně založen v první polovině 13. století a obydlen byl do dvacátých let 14. století. Díky časovém zařazení i umístění bývá často spojován s ronovským hradem Frýdlant, o němž je první zmínka v přídomku pánů z Frýdlantu roku 1257. Místní jména objektu Hrada a Loupežný zámek se objevují až dlouho po zániku hradu.

## Stavební podoba

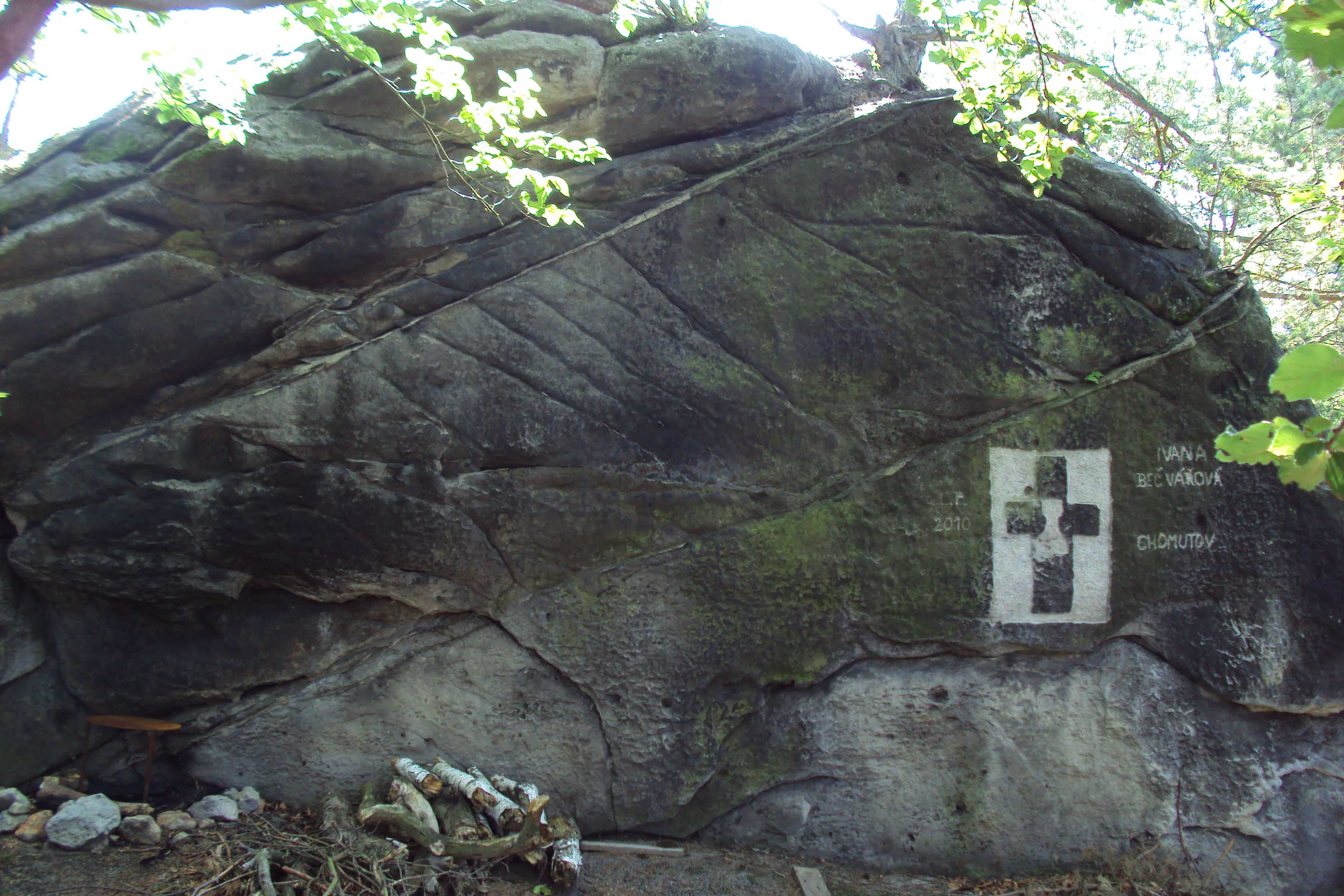
Trampský bivak u skály

Hrad stával na pískovcové skále rozdělené do dvou částí. V centrální části stála pravděpodobně obytná věžovitá stavba šestiúhelníkového půdorysu, ze které se dochovaly draže (spáry vysekané do skály sloužící k ukotvení stavby), podle jejichž rozměrů (šířka 40–80 cm, hloubka až 60 cm) byla budova postavené z kamene.
Na jihozápadě ke skále přiléhala minimálně jednopatrová stavba, jejíž přízemí bylo postaveno z kamene, což dokládá základová spára o šířce asi 1,5 metru vytesaná ve skále. Na severovýchodě se dochovaly zbytky hradeb.

## Dostupnost
K pozůstatkům hradu vede značená odbočka ze zeleně značené turistické trasy z osady Stranné do Hvězdy.